# 什集镇
什集镇，是中华人民共和国山東省菏泽市鄄城县下辖的一个乡镇级行政单位。

## 行政区划
什集镇下辖以下地区：
什集村、大王庄村、康丰村、和庄村、孙寨村、察庄村、沙沃村、王坊村、黄口村、陈大庙村、香范庄村、梁屯村、苏老家村、吴店村、王吴庄村、康刘庄村、北王召村、雪山寺村、牛楼村、杨岗村和祝楼村。